# Saint-Martin-aux-Buneaux
Saint-Martin-aux-Buneaux ist eine französische Gemeinde im Département Seine-Maritime in der Region Normandie (vor 2016 Haute-Normandie). Sie hat 636 Einwohner (Stand 1. Januar 2022) und gehört zum Kanton Saint-Valery-en-Caux (bis 2015 Cany-Barville) und zum Arrondissement Dieppe. Die Einwohner werden Saint-Martinais genannt.

## Geografie
Saint-Martin-aux-Buneaux liegt etwa vierzig Kilometer nordöstlich von Le Havre an der Alabasterküste. Umgeben wird Saint-Martin-aux-Buneaux von den Nachbargemeinden Veulettes-sur-Mer im Nordosten, Auberville-la-Manuel im Osten, Butot-Vénesville im Südosten, Vinnemerville im Süden sowie Sassetot-le-Mauconduit im Westen und Südwesten.

## Bevölkerungsentwicklung
| Jahr                      | 1962 | 1968 | 1975 | 1982 | 1990 | 1999 | 2006 | 2013 |
| Einwohner                 | 893  | 749  | 680  | 696  | 590  | 600  | 659  | 668  |
| Quelle: Cassini und INSEE |      |      |      |      |      |      |      |      |

## Sehenswürdigkeiten

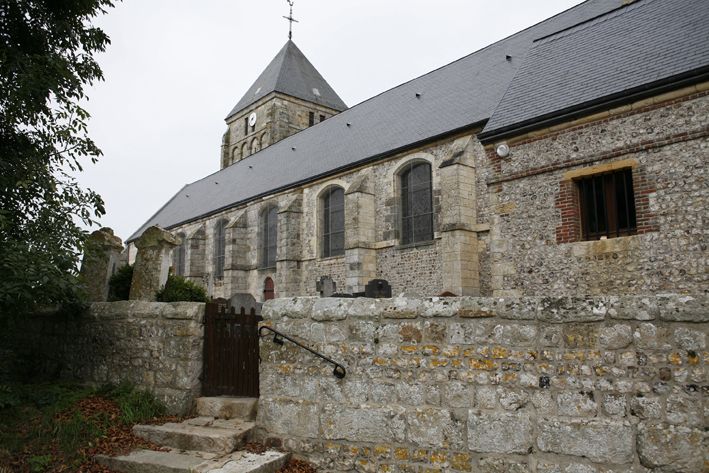
Kirche Saint-Martin
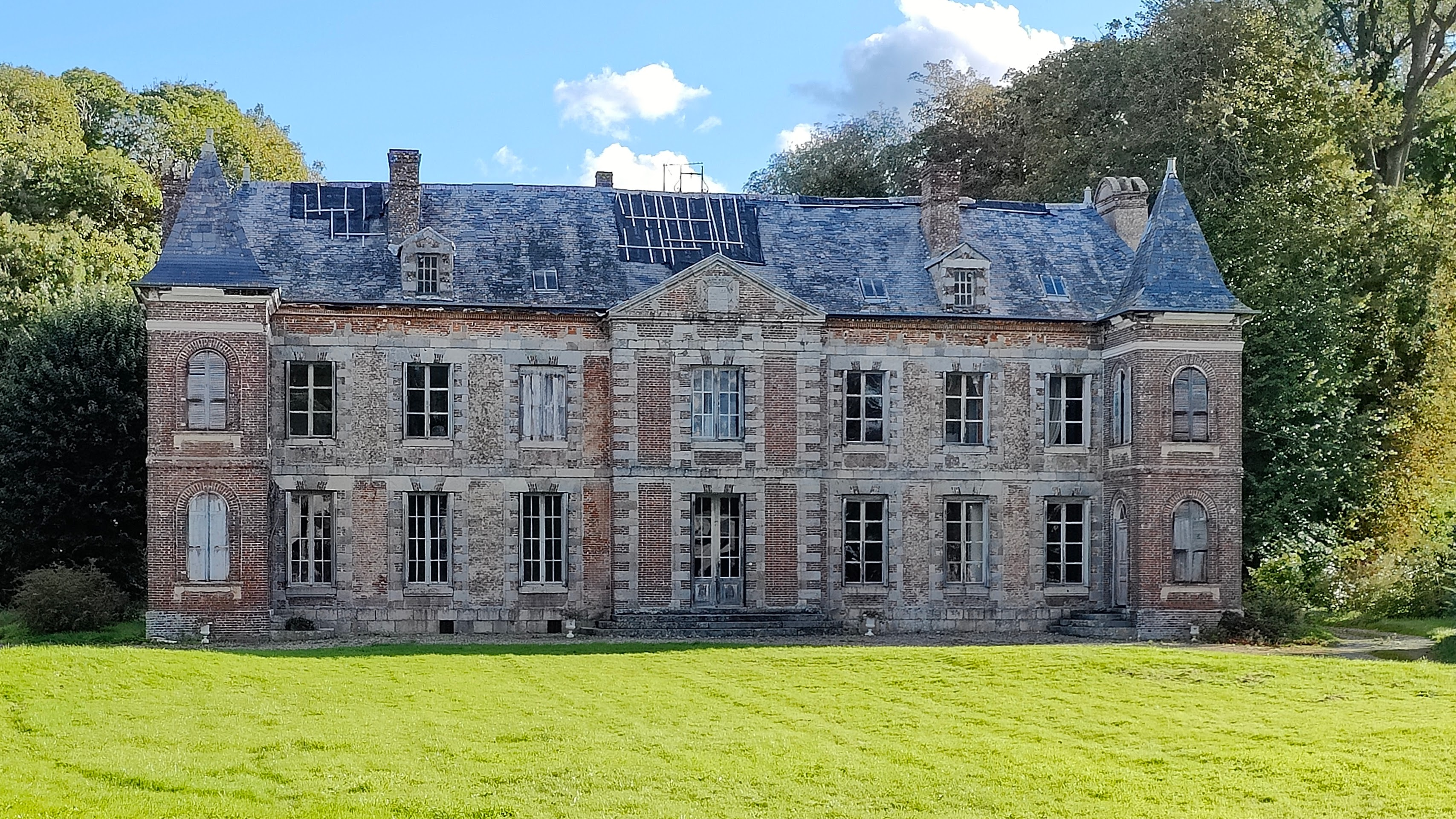
Schloss

- Kirche Saint-Martin
- Schloss

## Persönlichkeiten
- Pierre Cardinal (1924–1998), Regisseur